# Commission océanographique intergouvernementale
Pour les articles homonymes, voir COI et IOC.
La Commission océanographique intergouvernementale de l'UNESCO (COI) fournit aux États membres des Nations unies, un mécanisme essentiel de coopération pour l'étude des océans.
La COI aide les gouvernements à résoudre leurs problèmes individuels et collectifs liés aux océans et aux côtes, en permettant le partage des connaissances, de l'information et des technologies et en coordonnant les programmes nationaux.

## Histoire
La COI a été fondée en 1960 sur le principe que « les océans, qui couvrent 70 % environ de la surface du globe, exercent une profonde influence sur l'Humanité et, en fait, sur toutes les formes de vie sur Terre... Afin de se faire une idée exacte de la valeur que représentent les océans pour l'Humanité tout entière, il faut les étudier à de nombreux points de vue. En matière de recherches, les initiatives et les idées nouvelles viennent généralement d'individus et de petits groupes, mais sous de multiples aspects les recherches océanographiques constituent une tâche beaucoup trop vaste pour qu'un seul pays, ou même un petit groupe de pays, puisse l'entreprendre. »
Créée par la résolution 2.31 adoptée par la Conférence générale de l'UNESCO, sa première réunion se tint au siège de celle-ci à Paris du 19 au 27 octobre 1961. Au départ, 40 États devinrent membres cette commission. La COI était en 2004 composée de 129 États membres qui se réunissent en assemblée. Elle dispose d'un conseil exécutif et d'un secrétariat, secrétariat basé à Paris.
Son premier président fut l'océanographe danois Anton Bruun.